# Schloss Compans

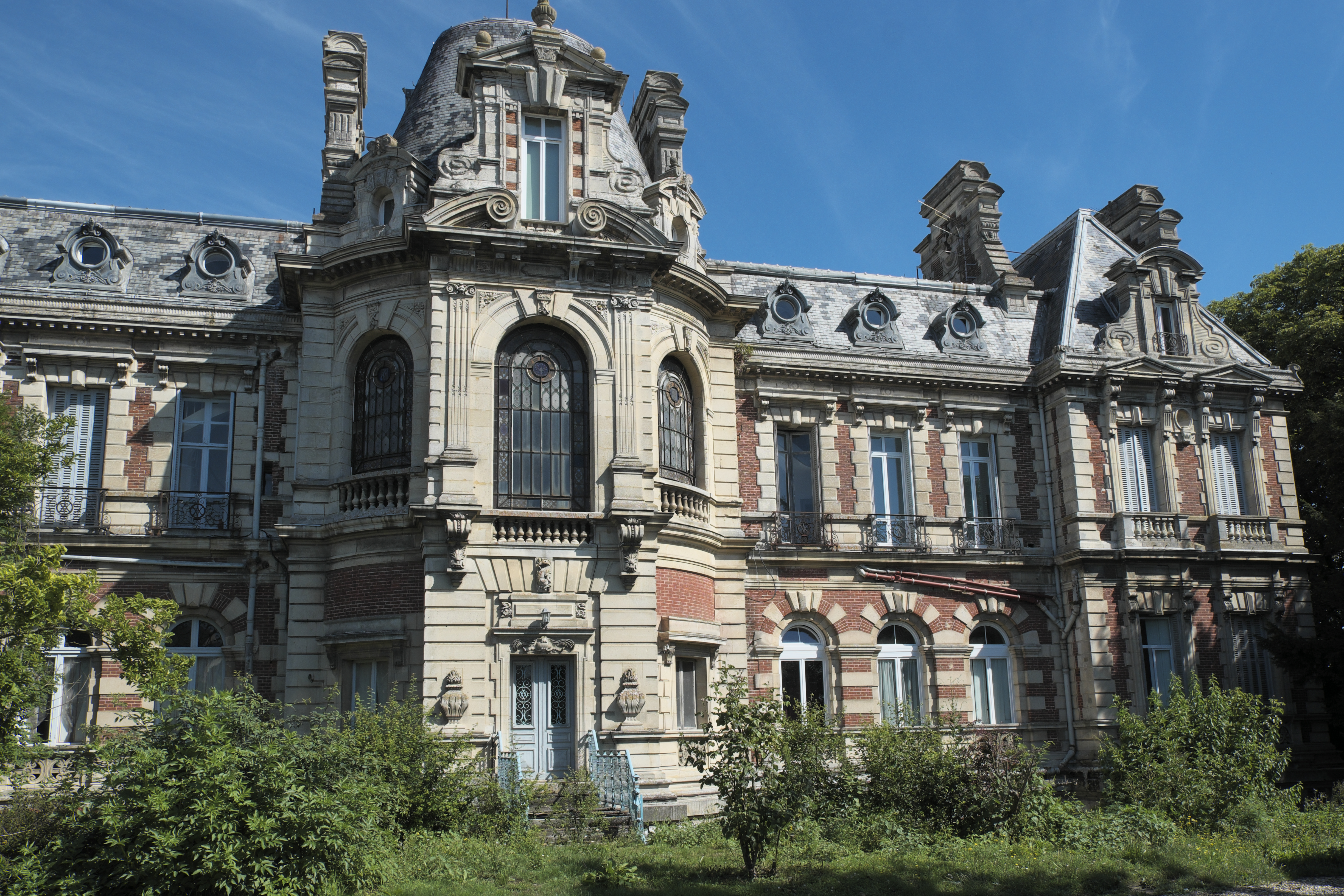
Schloss Compans

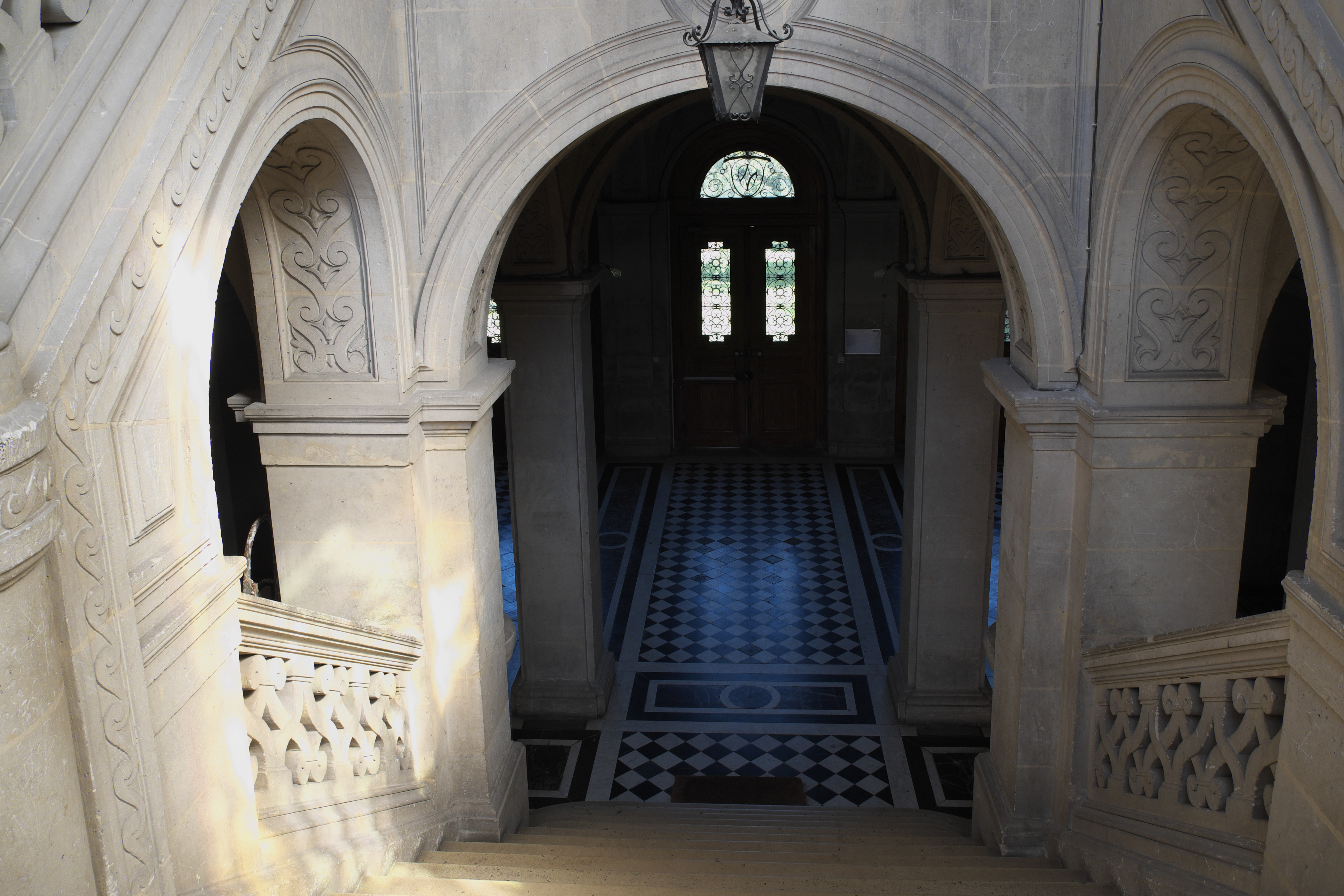
Vestibül und Treppe

Das Schloss in Compans, einer französischen Gemeinde im Département Seine-et-Marne in der Region Île-de-France, wurde von 1864 bis 1867 errichtet. Das Schloss an der Rue de l’Église wurde für die Familie Vallé des Noyers erbaut.
Das zweigeschossige Bauwerk ist vom Stil Louis-treize inspiriert. Ein Mittelrisalit bildet die Achse des symmetrischen Gebäudes. An der Parkseite befindet sich der Eingang mit anschließender Vorhalle und prächtiger Treppe. Das Treppenhaus ist mit Bleiglasfenstern versehen.
Das Schloss ist heute in mehrere Wohnungen aufgeteilt.